# Amblyopone impressifrons
Amblyopone impressifrons é uma espécie de formiga do gênero Amblyopone.